# 杉木喬
杉木 喬（すぎき たかし、1899年1月5日 - 1968年9月12日）は、日本のアメリカ文学者、翻訳家。立教大学名誉教授。立教女学院短期大学学長、日本アメリカ文学会会長を務めた。

## 人物・経歴
東京・赤坂新町出身。1923年（大正12年）早稲田大学露文科卒業、1931年（昭和6年）立教大学文学部英文科卒業。
立教大学で高垣松雄に師事し、岡倉由三郎（岡倉天心の実弟）にも学んだ。
巣鴨高商専門学校（現・千葉商科大学）教員を経て、1940年（昭和15年）立教大学講師、翌年助教授。
1942年（昭和17年）立教大学教授に就任。その後、同大学文学部英米文学科科長を務め、1956年（昭和31年）には、フルブライトリサーチスカラーとしてハーバード大学及びデューク大学で研究に従事した。米国滞在中のニューヨークでは、元立教大学教授でジャパン・ソサエティ理事を務めるダグラス・オーヴァトンとも交流し、偶然アメリカを訪問していたポール・ラッシュにも会った。オーヴァトンにはデューク大学教授のブライバンディ（政治学）の紹介状をもらい、親交を深めた。ブライバンディは1947年（昭和22年）に立教大学に来ており、総長であった佐々木順三にも会っている。
1964年（昭和39年）に定年となり立教女学院短期大学学長を務めた。1963年（昭和38年）には日本アメリカ文学会会長に就任した。

## 著書
- 『ホヰットマン』（研究社出版、英米文学評伝叢書） 1937
- 『アメリカ戯曲史』（研究社、英米文学語学講座） 1941
- 『アメリカ文学試論』（大興社、今日のアメリカ文学） 1946

### 共編著
- 『現代アメリカ文学論集』（高垣松雄共著、玄理社） 1948
- 『英米文学』（毎日新聞社） 1962
- 『社会人の英語』（毎日新聞社） 1963

## 翻訳
- 『街の風景』（エルマー・ライス、健文社） 1936
- 『秋の求婚』（アースキン・コールドウェル、改造社） 1940
- 『アダノの鐘』（ジョン・ハーシー、東西出版社） 1949
- 『アダムの日記』（マーク・トウェイン、龍口直太郎共訳、八雲書店） 1949
- 『タバコ・ロード』（コールドウェル、岩波書店 1952、岩波文庫） 1958
- 『村に学校ができた』（E・ターシス、岩波少年文庫） 1953
- 『苺の季節 / 秋の求婚』（コールドウエル、角川文庫） 1953
- 『水のこどもたち / ふしぎの国のアリス / 幸福な王子』（キングスリ / ルイス・キャロル / ワイルド、同和春秋社、わたくしたちの世界名作童話全集4 イギリス篇） 1955
- 『苦しい思い出』（ジェイムズ・サーバー、荒地出版社、現代アメリカ文学全集4）1957
- 『田舎医者 / 自由』（セオドア・ドライサー、滝川元男共訳、英宝社） 1957
- 『ある青年の冒険』（ジョン・ドス・パソス、荒地出版社、現代アメリカ文学全集17） 1958、のち新版『現代アメリカ文学選集7』 1968
- 『トムじいやの小屋』（ストウ夫人、岩波少年文庫）  1958
- 『画廊』（J・H・バーンズ、飯島淳秀共訳、岩波書店） 1959
- 『廿日鼠と人間』（スタインベック、角川文庫） 1960
- 『小公子』（バーネット夫人、講談社、少年少女新世界文学全集)  1963
- 『ハックルベリーの冒険』（マーク・トウェーン、講談社、少年少女世界名作全集） 1963
- 『ホイットマン自選日記』上・下（ホイットマン、岩波文庫） 1967 - 1968、度々復刊
- 『子鹿物語』（マージョリ・ローリングス、ポプラ社） 1969
- 『草の葉』上・中・下（ホイットマン、鍋島能弘・酒本雅之共訳、岩波文庫）1968 - 1971 - 上巻のみ担当